# Copa del Rey de baloncesto 2001
La 65.ª edición de la Copa del Rey de baloncesto se disputó en el Palacio de Deportes José María Martín Carpena de Málaga desde el 15 al 18 de marzo de 2001. Fue la primera edición disputada en Málaga.
Los equipos participantes fueron: Unicaja Málaga, Real Madrid, TAU Cerámica, Pamesa Valencia, CB Cáceres, FC Barcelona, Estudiantes y CB Fuenlabrada.

## Cuadro de Honor
|  | Cuartos de final          | Cuartos de final          |              |                 | Semifinales | Semifinales |  |              | Final       | Final       |  |
|  | 15 de marzo y 16 de marzo | 15 de marzo y 16 de marzo |              |                 | 17 de marzo | 17 de marzo |  |              | 18 de marzo | 18 de marzo |  |
|  |                           |                           |              |                 |             |             |  |              |             |             |  |
|  |                           |                           |              |                 |             |             |  |              |             |             |  |
|  | FC Barcelona              | 98                        |              |                 |             |             |  |              |             |             |  |
|  | FC Barcelona              | 98                        |              |                 |             |             |  |              |             |             |  |
|  | CB Fuenlabrada            | 76                        |              |                 |             |             |  |              |             |             |  |
|  | CB Fuenlabrada            | 76                        |              | Pamesa Valencia | 69          |             |  |              |             |             |  |
|  |                           |                           |              | Pamesa Valencia | 69          |             |  |              |             |             |  |
|  |                           |                           | FC Barcelona | 95              |             |             |  |              |             |             |  |
|  | Pamesa Valencia           | 73                        | FC Barcelona | 95              |             |             |  |              |             |             |  |
|  | Pamesa Valencia           | 73                        |              |                 |             |             |  |              |             |             |  |
|  | Estudiantes               | 54                        |              |                 |             |             |  |              |             |             |  |
|  | Estudiantes               | 54                        |              |                 |             |             |  | FC Barcelona | 80          |             |  |
|  |                           |                           |              |                 |             |             |  | FC Barcelona | 80          |             |  |
|  |                           |                           | Real Madrid  | 77              |             |             |  |              |             |             |  |
|  | TAU Cerámica              | 71                        | Real Madrid  | 77              |             |             |  |              |             |             |  |
|  | TAU Cerámica              | 71                        |              |                 |             |             |  |              |             |             |  |
|  | CB Cáceres                | 86                        |              |                 |             |             |  |              |             |             |  |
|  | CB Cáceres                | 86                        |              | CB Cáceres      | 71          |             |  |              |             |             |  |
|  |                           |                           |              | CB Cáceres      | 71          |             |  |              |             |             |  |
|  |                           |                           | Real Madrid  | 80              |             |             |  |              |             |             |  |
|  | Unicaja Málaga            | 70                        | Real Madrid  | 80              |             |             |  |              |             |             |  |
|  | Unicaja Málaga            | 70                        |              |                 |             |             |  |              |             |             |  |
|  | Real Madrid               | 73                        |              |                 |             |             |  |              |             |             |  |
|  | Real Madrid               | 73                        |              |                 |             |             |  |              |             |             |  |
|  |                           |                           |              |                 |             |             |  |              |             |             |  |

## Final
| 18 de marzo | FC Barcelona                                              | 80–77                                | Real Madrid                                             | |  |
| 18:00 GTM+1 | Parciales: 23-19, 13-24, 18-9, 26-25                      | Parciales: 23-19, 13-24, 18-9, 26-25 | Parciales: 23-19, 13-24, 18-9, 26-25                    | |  |
|             | Estadísticas P.Gasol 25 Dueñas 8 Hawkins , Jasikevičius 4 | Box Score Pts Reb Asts               | Estadísticas Herreros 25 Struelens 4 cuatro jugadores 2 | Pabellón: Palacio Martín Carpena , Málaga Asistencia: 8,500 espectadores Árbitros: Mateo Ramos, José Antonio Martín Bertrán, Daniel Hierrezuelo |  |

| Campeones de la Copa del Rey 2001 |
| --------------------------------- |
| FC Barcelona 18.º título          |

## MVP de la Copa
- Pau Gasol